# Nigel Nicolson
Nigel Nicolson, OBE, (Londen, 19 januari 1917 - Sissinghurst Castle, 23 september 2004) was een Brits schrijver, uitgever en politicus.
Hij was de jongste zoon van Harold Nicolson en Vita Sackville-West. Nicolson groeide op in Kent, eerst op Long Barn, een zeventiende-eeuws landhuis, nabij Knole, het landgoed van zijn grootouders, later op Sissinghurst Castle, dat zijn ouders in 1930 verwierven en waar zij de beroemde tuinen aanlegden.
Nicolson ging naar Eton College en studeerde daarna aan de Universiteit van Oxford, aan het Balliol College. Tijdens de Tweede Wereldoorlog diende hij bij het garderegiment van de Grenadiers. Samen met George Weidenfeld begon hij na de oorlog de uitgeverij Weidenfeld & Nicolson.
Hoewel zijn vader actief was voor de National Labour Party en later voor Labour, trad Nicolson toe tot de Conservative Party. Hij werd in 1952 gekozen in het Lagerhuis. Daar viel hij op door zijn geringe loyaliteit aan zijn eigen partij. Hij stemde met de oppositie mee voor de afschaffing van de doodstraf en steunde na de Suezcrisis een motie van afkeuring van de oppositie. Dit werd hem door zijn kiesdistrict niet in dank afgenomen en in 1959 moest hij zijn zetel opgeven.
Vanaf dat moment legde Nicolson zich volledig toe op het schrijven. Hij bezorgde de dagboeken van zijn vader en schreef een veelgelezen boek over het huwelijk van zijn ouders: Portrait of a Marriage. In navolging van zijn vader schreef hij voornamelijk biografisch werk en boeken over internationale betrekkingen.
In 1953 huwde Nicolson met Philippa, de dochter van Sir Gervais Tennyson-d'Eyncourt. Uit het huwelijk werden twee dochters geboren, Juliet (1954), die historicus werd, en Rebecca (1963), die in de jaren 90 met de uitgeverij Short Books begon. Ook kregen ze een zoon, Adam (1957), die tegenwoordig bij Sissinghurst Castle woont. Hij is schrijver van beroep. Nigel Nicolson en Philippa Tennyson scheidden in 1970.

## Werken
- The Grenadier Guards In The War Of 1939–1945 (1949) met Patrick Forbes
- People and Parliament (1958)
- The United Nations: A Reply to Its Critics (1963)
- Sissinghurst Castle (1964)
- Great Houses of Britain (1965)
- Diaries & Letters of Harold Nicolson (1966) drie delen, redactie
- Great Houses of The Western World (1968)
- Alex: The Life of Field Marshal Earl Alexander of Tunis (1973)
- Portrait of a Marriage (1973)
- Letters of Virginia Woolf (1975) six volumes, redactie
- The Himalayas (1975)
- Mary Curzon (1977)
- The National Trust Book of Great Houses in Britain (1978)
- Napoleon 1812 (1985)
- Lady Curzon's India: Letters of a Vicereine (1986)
- Two Roads to Dodge City (1986) with Adam Nicolson
- The Village in History (1988) with Graham Nicholson and Jane Fawcett
- Counties of Britain: A Tudor Atlas by John Speed (1989) met Alasdair Hawkyard
- The World of Jane Austen (1991)
- Vita And Harold : The Letters Of Vita Sackville-West And Harold Nicolson (1992) redactie
- Long Life: Memoirs (1998)
- Kent (1999)
- Virginia Woolf, (2000)
- Lord of the Isles (2000)
- Fanny Burney: The Mother of English Fiction (2002)
- The Queen and Us : The Second Elizabethan Age (2003)
- Vita Sackville-West : Selected Writings (2003) redactie met Mary Ann Caws